# Ging Ging
Ging Ging is een bestuurslaag in het regentschap Sumenep van de provincie Oost-Java, Indonesië. Ging Ging telt 1649 inwoners (volkstelling 2010).